# Herman Grimm
Herman Grimm (ur. 6 stycznia 1828 w Kassel, zm. 16 czerwca 1901 w Berlinie) – pisarz niemiecki.

## Życiorys
Jego ojcem był Wilhelm, a stryjem Jacob Grimm. W 1859 roku ożenił się w Berlinie z Giselą (1827–1889, autorką baśni i dramatów publikującą pod pseudonimami Marilla Fitchersvogel, Allerlei Rauh).
Dzieciństwo spędził w Getyndze i Kassel. Uczył się w gimnazjum Friedrich-Wilhelms-Gymnasium w Berlinie. Studiował nauki prawnicze i filologiczne w Berlinie i Bonn. Po ukończeniu studiów pracował jako niezależny pisarz. W 1868 roku obronił pracę doktorską na uniwersytecie w Lipsku. W 1870 roku habilitował się na uniwersytecie w Berlinie, na którym, w 1873 roku, został profesorem nowożytnej historii sztuki. W 1896 odznaczony został Pour le Mérite za Naukę i Sztukę. 
Autor dramatów (m.in. Demetrius, 1854), poematów, nowel i powieści (Unüberwindliche Mächte, 1867, w: Essays 1859–1900, 6 t., Fragmente, 1900, 2 t.). W swoim głównym dziele Leben Michelangelos (1860–1863) zawarł opis kultury, rozważania o literaturze i sztuce.
Wypowiadał się krytycznie o działalności niemieckich purystów językowych.